# Vižinada
Vižinada (italijansko Visinada) je istrsko naselje na Hrvaškem, sedež istoimenske občine, ki upravno spada pod Istrsko županijo.

## Lega
Vižinada je naselje v zahodni Istri, oddaljeno okoli 18 km od Poreča. Leži na nadmorski višini 267 m ob cesti D21, ki se tik pred hrvaško-slovensko državno mejo priključi na cesto E751 Reka-Pulj-Dragonja-Koper-Trst. V bližini naselja je  pokopališče Božje polje (Madonna del Campo).

## Zgodovina
Širše področje Vižinade leži na dobrem prometnem kraju, ki je bilo poseljeno že v prazgodovini. Na zgodnjo poselitev kažejo arheološki ostanki gradenj v okolici naselja. Poselitev se je nadaljevala v antiki, na kar kažejo antični napisi v naseljih Žudetići in Mastelići ter v zgodnjem zgodnjem srednjem veku. V starih listinah se Vižinada prvič omenja leta 1177 kot posest poreških škofov. Od 12. do 15. stoletja je bila v posesti različnih plemiških rodbin. V začetku 16. stoletja pa je prišla v last beneške rodbine Grimani.
V središču naselja stoji neoklasicitična župnijska cerkev sv. Jeronima zgrajena med leti 1837 do 1840, ki je bila postavljena na mestu starejše cerkvice iz 16. stoletja. Pred župnijsko cerkvijo okoli trga stojijo srednjeveške zgradbe: cisterna, lože ter palači rodbin Grimani in Facchinetti. Na robu naselja stojita cerkvi iz romanike sv. Ivana Krstitelja in sv. Barnabe. Okoli 3,5 km južno od Vižinade, na griču Božje Polje stoji poznogotska cerkvica sv. Marije od Polja iz 15. stoletja s poznogotskim razpelom na oltarju in gotskimi freskami na apsidi, delo domačega mojstra. Ob cerkvici je med 12. in 14. stoletjem stal samostan templjarjev, potem pa med 14. in 16. stoletjem samostan Ivanovcev ter med leti 1536 do 1806 glagoljaška trorazredna šola.

## Demografija
Vižinada, popis 1991; skupaj: 250
| Pregled števila prebivalcev po letih | Pregled števila prebivalcev po letih | Pregled števila prebivalcev po letih | Pregled števila prebivalcev po letih | Pregled števila prebivalcev po letih | Pregled števila prebivalcev po letih | Pregled števila prebivalcev po letih | Pregled števila prebivalcev po letih | Pregled števila prebivalcev po letih | Pregled števila prebivalcev po letih | Pregled števila prebivalcev po letih | Pregled števila prebivalcev po letih | Pregled števila prebivalcev po letih | Pregled števila prebivalcev po letih | Pregled števila prebivalcev po letih |
| ------------------------------------ | ------------------------------------ | ------------------------------------ | ------------------------------------ | ------------------------------------ | ------------------------------------ | ------------------------------------ | ------------------------------------ | ------------------------------------ | ------------------------------------ | ------------------------------------ | ------------------------------------ | ------------------------------------ | ------------------------------------ | ------------------------------------ |
| 1857                                 | 1869                                 | 1880                                 | 1890                                 | 1900                                 | 1910                                 | 1921                                 | 1931                                 | 1948                                 | 1953                                 | 1961                                 | 1971                                 | 1981                                 | 1991                                 | 2001                                 |
| 1449                                 | 1597                                 | 1016                                 | 1026                                 | 999                                  | 972                                  | 2461                                 | 2611                                 | 749                                  | 349                                  | 324                                  | 234                                  | 290                                  | 250                                  | 276                                  |

## Zanimivosti
Ameriški vojno-akcijski film Kelly's Heroes so leta 1969 posneli na več lokacijah v Vižinadi.